# Sergio Vela
Sergio Vela (Ciudad de México, 27 de junio de 1964) es un director y diseñador de ópera, promotor artístico, músico y académico mexicano.

## Formación
Estudió piano con Héctor Rojas, canto con María Julius, composición musical con Humberto Hernández Medrano (discípulo de Carlos Chávez) y dirección orquestal con Roswitha Heintze (de la Escuela Superior de Música de Viena) y con Murry Sidlin en la Escuela de Música de Aspen.[cita requerida]
Es egresado cum laude de la Escuela Libre de Derecho, donde obtuvo el título de licenciado en Derecho, en abril de 1988. En la Escuela Libre de Derecho fue, desde 1989 y hasta el 2011, catedrático del primer curso de Derecho Penal y del primer curso de Derecho Romano, y fue profesor titular de la cátedra de Historia General del Derecho.[cita requerida]
Hizo los estudios de doctorado en música, con especialidad en musicología, en la Escuela Nacional de Música de la Universidad Nacional Autónoma de México.[cita requerida]

## Director de ópera
Ha dirigido y diseñado diversas producciones de ópera en el Palacio de Bellas Artes, del Festival Internacional Cervantino, la Ópera de Virginia, en el Festival del Centro Histórico de la Ciudad de México, el Festival Internacional de Música y Escena, el Teatro Helénico, el Festival Puccini de Torre del Lago (Italia), el Festival Mozart de La Coruña, el Festival de Wexford (Wexford Festival Opera) de Irlanda, el Teatro Español de Madrid, el Teatro Massimo Bellini de Catania, Sicilia, los teatros estatales de Stuttgart y Aschaffenburg, de Alemania, y el Teatro Amazonas de Manaus, Brasil, entre otros.[cita requerida]

## Puestas en escena destacadas
- Parsifal (Richard Wagner). Brasil, 2013;
- La mujer sin sombra (Richard Strauss). México, 2012;
- Murmullos del páramo (Julio Estrada). España, Alemania y México, 2006;
- El anillo del nibelungo (Richard Wagner). México, 2003-2006;
- La sonámbula (Vincenzo Bellini). Italia, 2004;
- María del Carmen (Enrique Granados). Irlanda, 2003;
- Motezuma (Gian Francesco de Majo). Alemania, 2003;
- Così fan tutte (Wolfgang Amadeus Mozart). España, 2002;
- El Cimarrón (Hans Werner Henze). México, 2001;
- Macbeth (Giuseppe Verdi). México, 2001;
- Siempre es hoy (Juan Ibáñez). México, 2000;
- La flauta mágica (Wolfgang Amadeus Mozart). México,2000;
- Los visitantes (The Visitors) (Carlos Chávez). México, 1999;
- Idomeneo, rey de Creta (Wolfgang Amadeus Mozart). México, 1998;
- Turandot (Giacomo Puccini). Italia, 1996;
- Tristán e Isolda (Richard Wagner). México, 1996;
- Salomé (Richard Strauss). Estados Unidos, 1994;
- El holandés errante (Richard Wagner). México, 1994;
- La clemencia de Tito (Wolfgang Amadeus Mozart), México, 1993;
- Fausto (Charles Gounod). México, 1990.

## Colaboradores frecuentes
Habitualmente, colaboran con él la vestuarista Violeta Rojas, la coreógrafa Ruby Tagle, la productora ejecutiva Juliana Vanscoit, la artista visual Ghiju Díaz de León y las directoras asistentes Paulina Franch y Marielle Kahn.[cita requerida]
Ha contado con la colaboración de relevantes diseñadores, como Alejandro Luna, Jorge Ballina, Philippe Amand, Tolita Figueroa, María Figueroa, Giusi Giustino, Donna Zakowska, Hugh Landwehr, Mónica Raya, Eloise Kazan, Cristiana Aureggi, Nico Petropoulos y Víctor Zapatero, así como de la coreógrafa y bailarina Victoria Gutiérrez, de la actriz Margarita Sanz y de los directores asistentes Daniele De Plano y Hernán del Riego.[cita requerida]
Su aproximación a la ópera como un fenómeno artístico integral, en que el drama está contenido no solo en el libreto, sino también en el discurso musical, le ha permitido entablar relaciones fructíferas y armoniosas con cada uno de los directores de orquesta con los que ha colaborado. Entre ellos, destacan Antoni Ros-Marbà, Luiz Fernando Malheiro, Guido Maria Guida, Marko Letonja, Antonio Florio, Carlos Miguel Prieto, Max Bragado-Darman, Stefano Ranzani, Rico Saccani, José Areán, John DeMain, Enrique Diemecke y Peter Mark.[cita requerida]
Entre los cantantes a quienes ha dirigido, sobresalen: Ramón Vargas, Francisco Araiza, Kolos Kováts, Katia Ricciarelli, Paata Burchuladze, Rolando Villazón, Jon Frederic West, Greer Grimsley, Janice Baird, Luana DeVol y Richard Paul Fink.[cita requerida]

## Promotor cultural
Fue director de la Ópera de Bellas Artes; director general del Festival Internacional Cervantino, de 1992 al 2000; coordinador del programa cultural Año 2000: del siglo XX al tercer milenio; titular de la Dirección General de Música de la Universidad Nacional Autónoma de México, del 2001 al 2006, y presidente del Consejo Nacional para la Cultura y las Artes (Conaculta), del 2006 al 2009.[cita requerida]
Durante su gestión al frente del Consejo Nacional para la Cultura y las Artes, se enfatizó la pertinencia de lograr una colaboración estrecha entre los sectores público y privado en la promoción cultural, bajo el concepto de corresponsabilidad; se elaboró un Programa Nacional de Cultura depurado y referencial; se actualizaron las percepciones mensuales de los artistas beneficiados por el Fondo Nacional para la Cultura y las Artes (Fonca); se logró un incremento en el presupuesto asignado a la cultura por la Cámara de Diputados; se fortaleció la actuación del Instituto Nacional de Antropología e Historia y del Instituto Nacional de Bellas Artes; se estableció una Conferencia Nacional de Cultura, con participación paritaria de las entidades federativas con el gobierno federal; se fijaron montos mínimos anuales de respaldo financiero a los gobiernos estatales; se llevó a cabo en México el primer Congreso Iberoamericano de Cine, inaugurado por el presidente Felipe Calderón Hinojosa y por los Príncipes de Asturias; se emprendió la renovación técnica del Palacio de Bellas Artes y de la red de teatros centenarios como parte de una intensa recuperación y puesta al día de la infraestructura cultural; se fortaleció la presencia cultural mexicana en el extranjero, a través de un amplio programa de exposiciones internacionales de arte y arqueología de México; se alcanzó la renovación de la Orquesta Sinfónica Juvenil Carlos Chávez; se acordó la celebración del Salón del Libro de París, con presencia preponderante de México en el 2009 y del Año de México en Francia durante el 2010; se promulgó la Ley del Libro; se restableció la Compañía Nacional de Teatro; se trabajó con las comisiones de Cultura de las cámaras del Congreso de la Unión y se llevó a cabo la reforma constitucional que reconoce el derecho a la cultura.[cita requerida]

## Promotor artístico
Es consejero artístico de la Academia de Música del Palacio de Minería y de la Orquesta Sinfónica de Minería y director artístico del Festival de México en el Centro Histórico y del Festival de Música de Morelia.[cita requerida]
Suele impartir conferencias y seminarios especializados en instituciones académicas y culturales, como la Universidad Nacional Autónoma de México, el Instituto Tecnológico Autónomo de México, la Universidad Iberoamericana y la Fundación Miguel Alemán, entre otras.[cita requerida]
Es anfitrión de programas radiofónicos de ópera en el Instituto Mexicano de la Radio, donde presenta la serie dominical La ópera en el tiempo, desde el 2009; conduce las transmisiones operísticas sabatinas de la Ópera Metropolitana de Nueva York e introduce al público a las transmisiones en alta definición de ese mismo teatro en el Auditorio Nacional de México.[cita requerida]
Tras haber conducido un programa operístico semanal en Canal 22 durante 12 años (de 1994 a 2006), suele colaborar en televisión cultural, especialmente en TV UNAM.[cita requerida]
Imparte el seminario sobre Historia y naturaleza de la ópera a los alumnos del Estudio de la Ópera de Bellas Artes.[cita requerida]

## Ensayos sobre artes y humanidades
- Palabras de amor y gratitud de un intruso bendecido: el corpus creativo de Ernesto de la Peña
- No el hallazgo de la felicidad, sino la felicidad del hallazgo
- Memoria del lúgubre zureo
- La magia illesa del dinasta Klingsor
- Del hilemorfismo y los fantasmas en las fazañas del Faisán
- Figuración a manera de epístola
- Egmont. Versión narrativa de la tragedia de Johann Wolfgang von Goethe con música de Ludwig van Beethoven, a partir de la versión de Grillparzer.
- Lob des hohen Verstands: diez claves para entender a Mahler
- Sueño de un concierto de verano
- Elogio de la sutileza
- Élan d'amour
- El espíritu de juego: cuestiones sobre educación artística y cultura
- Mar de por medio (cuestiones amerindias)
- Atlàntida: narración para la cantata escénica
- Isagoge, improvisaciones póstumas y epílogo sobre La flauta mágica
- Le regret de Selim
- Oratio in memoriam clarissimum amicus amicorum
- Excursión en torno a la naturaleza de la música
- Zum Kurt Pahlens Abschied
- Isagoge y cincuenta cuestiones a vuelapluma en torno al arte y el ácido desoxirribonucleico, a cincuenta años de un fasto inmarcesible
- Non può quel che vuole, vorrà quel che può
- El anillo del nibelungo en breve
- Duelo por el corazón acorazado
- El sibarita, o del champaña
- Eirene ancilla Sophiae
- Summus finis
- Desde esta ladera
- Elogio de las cumbres
- Goethe y la música
- Res seuera uerum gaudium. The Visitors, de Carlos Chávez
- La gracia francesa
- Glosa mínima a Arístides y Kant
- Otras noches áticas
- Recensión a manera de pre-ludio (comentarios sobre estética a partir de Schiller)
- El arte lógica (notas sobre estética a partir de Heidegger)
- Celebración del arte fausta (cuestiones etimológicas)
- Donde se dice que el sol es nuevo cada día (glosas heraclitianas)
- Don Quijote y el derecho penal
- Sobre la permeabilidad de los Campos Elíseos
- La legiferancia y la prudencia

## Condecoraciones
En 1998, le fue conferida la Orden de las Artes y las Letras de la República Francesa; en 1999, la Orden del Mérito de la República Federal de Alemania; en el 2000, la Orden al Mérito de la República Italiana; en el 2006, fue nombrado Caballero de la Orden de Isabel la Católica por el Reino de España, y en el 2009 le fue concedida la Orden de Dannebrog por el Reino de Dinamarca.[cita requerida]
Recibió la Medalla Mozart de la Embajada de la República de Austria en México, en el 2006.[cita requerida]